# Ханс де Вит
Ханс де Вит (Йоханнес Вильгельмус Мария «Ханс де Вит»; родился в 1950 году) — голландский ученый и управленец, известный своей экспертной и научной работой в области международного высшего образования.

## Текущая деятельность
С 2015 года Ханс де Вит является директором Центра по изучению международного высшего образования при Бостонском колледже, США, в котором он также работает в качестве профессора. До этого являлся директором-основателем Центра интернационализации высшего образования (CHEI) Католического университета Святого Сердца (Università Cattolica del Sacro Cuore) в Милане, Италия, и профессором интернационализации высшего образования в Амстердамском университете прикладных наук.
Неоднократно консультировал Европейскую комиссию, Европейский парламент, Всемирный банк, Международную ассоциацию университетов и различные университеты по всему миру по вопросам, связанным с интернационализацией высшего образования.
В 2014 году был специальным советником инициированного Европейской комиссией «Исследования воздействия Erasmus (план мероприятий по мобильности студентов университетов Европейского союза): Влияние мобильности на навыки и трудоустройство студентов и интернационализацию высших учебных заведений». Был членом Научного комитета и редакционной коллегии второго и третьего изданий Конференции исследователей Болонского процесса, состоявшейся в Бухаресте 24-26 ноября 2014 года и 27-29 ноября 2017 года соответственно. Ханс де Вит являлся также советником Европейской комиссии при подготовке доклада под названием «Европейское высшее образование в мире» в 2013 году.

## Редакторская работа
Де Вит − основатель «Журнала исследований в области международного образования», автор и редактор нескольких книг по интернационализации высшего образования и член специальных редакционных коллегий. Активный автор и блогер, Ханс де Вит широко известен как влиятельный ученый в области интернационализации высшего образования

## Карьера в ранние годы
В Амстердамском университете занимал пост вице-президента по международным вопросам в период с 1986 по 2005 год. Также работал директором по международным отношениям в Тилбургском университете (1981—1985) и доцентом по латиноамериканским исследованиям в Университете Утрехта (1979—1981).

## Образование
Получил степень бакалавра, магистра и PhD в Амстердамском университете.

## Общественная работа
Учредитель и бывший президент Европейской ассоциации международного образования (EAIE), член консультационных советов по интернационализации в нескольких университетах (Университет прикладных наук Стендена в Нидерландах, Гёттингенский университет в Германии, Национальный университет Колумбии в Медельине, а также РУДН в России).

## Признание
Ханс де Вит получил несколько наград за вклад в сферу международного образования: EAIE (1999, 2008), NAFSA (2002), CIEE (2004, 2006), Амстердамский университет (2006), AIEA (2006, 2013) и AMPEI (2014).